# Летісія Ізідоро Ліма да Сілва
Летісія Ізідоро Ліма да Сілва або просто Летісія (порт.-браз. Letícia Izidoro Lima da Silva / Letícia; нар. 13 серпня 1994, Освалду-Круж, Ріо-де-Жанейро, Бразилія) — бразильська футболістка, воротар португальського клубу «Бенфіка» та національної збірної Бразилії. У складі збірної Бразилії виступав на чемпіонаті світу 2015 року.

## Клубна кар'єра
Під час перших кроків у футболі прагнула стати нападницею. Не виділяючись в атаці, зрештою перейшла на лінію воріт. Спочатку вона стверджувала, що ця позиція їй не подобається, але пізніше визнала, що не розкрилася б так на іншій позиції.
Першим клубом воротарки став «Кіндерманн», до складу якого вона приєдналася 2010 року у віці 16 років. Після цього протягом двох років виступала за молодіжну команду «Віторія дас Табокас». У 2013 році повернулася до «Кіндерманна», де виступала протягом двох років. Потім захищала кольори клубів «Сан-Хосе» та «Сентру Олімпіку».
Під час драфту у лютому 2016 року запросив гравців жіночої збірної Бразилії Летисію та Рафінью отримали запрошення від «Корінтіанс Аудакс», яка виграла Кубок Бразилії у 2016 році.
У жовтні 2017 року «Корінтіанс Аудакс» виграв жіночий Кубок Лібертадорес 2017 року. Основний та додатковий матч фінального матчу проти «Коло-Коло» на стадіоні Арсеніо Еріко в Асунсьоні завершився нульовою нічиєю, а Летісія зробила два сейви в серії післяматчевих пенальті та допомогла виграти трофей.

## Кар'єра в збірній
Летісія представляла юнацьку збірну Бразилії на дівочому чемпіонаті світу (U-17) у Тринідад і Тобаго. Після переходу до команди U-20 брала участь у Жіночому чемпіонаті світу (U-20) у 2012 та 2014 роках.
У грудні 2015 року вона отримала виклик до жіночої збірної Бразилії на Міжнародному жіночому турнірі з футболу Натал 2015 року, на якому вийшла на заміну Барбарі в переможному (11:0) поєдинку проти Тринідад і Тобаго.

## Особисте життя
Летісія — відкрита лесбійка, перебуває у стосунках зі своєю партнеркою, воротаркою Мар'яною Дантас.

## Досягнення

### Клубні
«Сан-Жозе»
- Ліга Пауліста
  -  Чемпіон (1): 2014
- Кубок Лібертадорес
  -  Володар (1): 2014
- Клубний чемпіонат світу
  -  Чемпіон (1): 2014

«Корінтіанс/Аудакс»
- Кубок Бразилії
  -  Володар (1): 2016
- Кубок Лібертадорес
  -  Володар (1): 2017[11]

«Корінтіанс»
- Серія A
  -  Чемпіон (2): 2018, 2020
- Кубок Лібертадорес
  -  Володар (1): 2019
- Ліга Пауліста
  -  Чемпіон (1): 2019, 2020

### Збірна Бразилії
- Кубок Південної Америки (U-20)
  -  Володар (2): 2012, 2014
- Кубок Америки
  -  Володар (1): 2018

### Індивідуальні
- Найкраща воротарка Ліги Пауліста (1): 2017[12]